# يومن الحرس
يومن الحرس (بالإنجليزية: Yeomen of the Guard)‏ هو مصطلح يطلق على رجال الحرس الملكي البريطاني الرّسمي. في الماضي كانت مسؤوليتهم تنحصر في المحافظة على سلامة ملك بريطانيا، محليًا ودوليًا، وتقتصر مسؤولياتهم الآن على الاحتفالات فقط. وتتعلَّق مسؤوليتهم اليوم بمناسبات الدولة مثل افتتاح دورات البرلمان، والمناسبات الملكية مثل توزيع أموال الإحسان التي تعرف بنقود موندي.

## زيهم الموحد

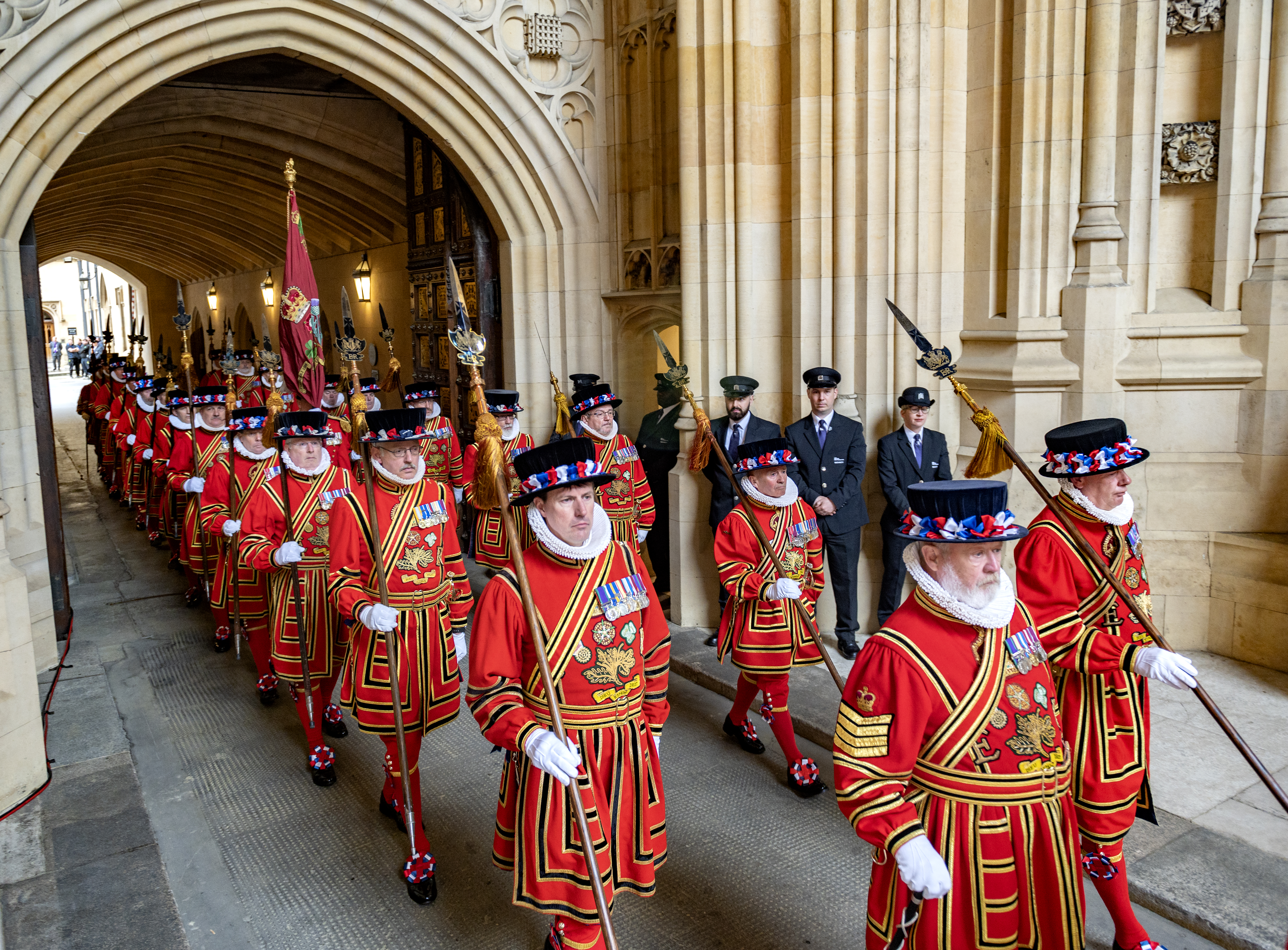
الزي الرسمي لحراس يومن

يرتدون أزياء تيودور، الأمر الذي يجعل كثيرًا من الناس لا يميزّون بينهم وبين خفراء برج لندن. وبخلاف خفراء برج لندن فإنّ اليومنيين يرتدون أحزمة مقصبة، ويطلق على كل من الخفراء واليومن لقب آكلي لحوم البقر.

## تصنيفهم العسكري
يعدون من الهيئات العسكرية البريطانية العريقة في الجزر البريطانية.

## عددهم
كان عددهم 50 رجلاً عام 1485م، عندما شاركوا رسميًا في حفل تتويج هنري السابع. ورفعت إليزابيث الأولى عددهم إلى 200 فرد. أمّا تشارلز الثاني، فقد حَدَّد عددهم بمائة.